# Den Nationale Liga
Den Nationale Liga (DNL) var en nazistisk sammenslutningen som blev stiftet i 1938 med "Danmarks Genrejsning" som erklæret mål. Sammenslutning gik op i 1943 op i Schalburgkorpset.